# Vega (Suécia)
Vega é uma cidade em Haninge, na Suécia. Em fevereiro de 2005 Vega tinha uma população de cerca de 2700 habitantes. É localizada a norte de Handen e faz parte de área urbana de Estocolmo.